# Лангегг-бай-Грац
Лангегг-бай-Грац (нем. Langegg bei Graz) — коммуна (нем. Gemeinde) в Австрии, в федеральной земле Штирия.
Входит в состав округа Грац.  Население составляет 804 человека (на 31 декабря 2005 года). Занимает площадь 16,19 км². Официальный код  —  60627.

## Политическая ситуация
Бургомистр коммуны — Фалентин Варга (АНП) по результатам выборов 2005 года.
Совет представителей коммуны (нем. Gemeinderat) состоит из 9 мест.
- АНП занимает 7 мест.
- СДПА занимает 2 места.